# Anita Mui
Anita Mui Yim-fong (Hong Kong, 10 de outubro de 1963 - Hong Kong, 30 de dezembro de 2003) foi uma popular cantora e atriz de Hong Kong. Ela também era a irmã mais nova da cantora de Hong Kong, Ann Mui. Durante seus grandes anos, ela fez contribuições para a cena musical de Cantopop, recebendo inúmeros prêmios e honrarias. Ela se tornou um ídolo e foi considerada uma diva do cantopop. Depois de um show blockbuster, ela se apresentou em Hammersmith (Londres), tendo recebido o apelido de "La Madonna de Asia". Esse título ficou com ela pelo resto de sua carreira, e tem sido usado como comparação para a mídia em todo o mundo.